# David Coverdale
David Coverdale (născut pe 22 septembrie 1951 în Saltburn-by-the-Sea, North Yorkshire) este un vocalist rock englez cunoscut pentru activitatea cu trupa hard rock engleză Deep Purple, dar și cu Whitesnake. 

## Discografie Solo
White Snake (1977)
Northwinds (1978)
1. ↑  „David Coverdale”, Internet Movie Database, accesat în 14 octombrie 2015
2. ↑  Czech National Authority Database, accesat în 23 noiembrie 2019